# Capropygia unistriata
Capropygia unistriata es una especie de peces de la familia Aracanidae en el orden de los Tetraodontiformes.

## Morfología
Los machos pueden llegar alcanzar los 12 cm de longitud total.

## Hábitat
Es un pez de mar de clima tropical  que vive entre 60-200 m de profundidad.

## Distribución geográfica
Se encuentra en Australia: sur de Australia Occidental y Australia Meridional.